# Uvale Vira donja i Vira gornja
Uvale Vira donja i Vira gornja este o arie protejată (sit de importanță comunitară — SCI) din Croația întinsă pe o suprafață de 12,86 ha, integral marine.

## Localizare
Centrul sitului Uvale Vira donja i Vira gornja este situat la coordonatele 43°09′40″N 17°13′30″E / 43.161°N 17.225°E.

## Înființare
Situl Uvale Vira donja i Vira gornja a fost declarat sit de importanță comunitară în iulie 2013 pentru a proteja un număr necunoscut de specii din flora spontană și fauna sălbatică aflate în arealul zonei.

## Biodiversitate
Situată în ecoregiunea marină mediteraneană, aria protejată conține 2 habitate naturale: Terase mlăștinoase și terase nisipoase neacoperite de apă la reflux, Bancuri de nisip acoperite în permanență slab de apă marină.
La baza desemnării sitului se află un număr nedeclarat de specii protejate.